# هاري جورج دريكامر
هاري جورج دريكامر (بالإنجليزية: Harry George Drickamer)‏ هو عالم في مجال هندسة كيميائية ولد في في كليفلاند، أوهايو، اشتهر بعمله في فيزياء المواد المكثفة حائز على جائزة قلادة العلوم الوطنية الأمريكية (1989).

## وصلات خارجية
- الموقع الرسمي لجائزة قلادة العلوم الوطنية الأمريكية